# Майофис, Соломон Григорьевич
Соломон Григорьевич Майофис (11 января 1911 года — 23 августа 1968 года) — ленинградский архитектор и художник.

## Биография
Соломон Григорьевич Майофис окончил архитектурный факультет Академии художеств в Ленинграде (1940). Выступил автором множества жилых и общественных зданий, станций метрополитена, конкурсных проектов, малых форм и крупных градостроительных проектов в Ленинграде.
Скончался в Ленинграде в 1968 году. Похоронен на Богословском кладбище.

## Избранные проекты и постройки вЛенинграде

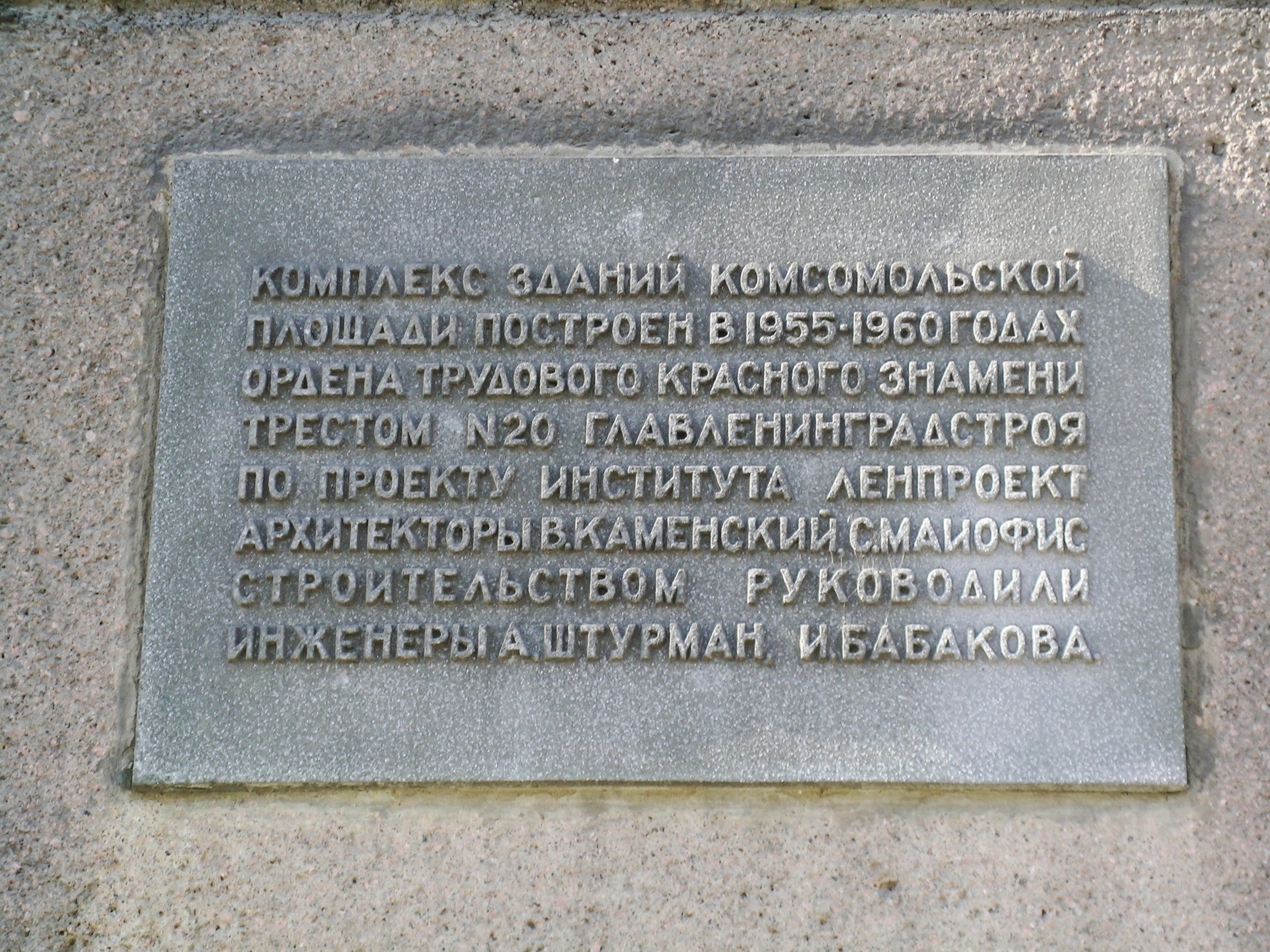
Информационная табличка на здании пр. Стачек, д. 57

- Комплексы и ансамбли в Автово: кварталы на пересечении Краснопутиловской и Автовской улиц, Комсомольская площадь с окружением (совместно с В. А. Каменским, А. В. Жуком и Н. З. Матусевичем, 1950—1960-е)
- Планировка и застройка Дачного (совместно с В. А. Каменским, А. В. Жуком и Н. З. Матусевичем и Т. В. Николаевым, 1961—1969)
- Планировка и застройка Ульянки — с 12-этажными домами-башнями на пересечении проспекта Ветеранов и улицы III Интернационала (совместно с Т. В. Николаевым, 1960-е)
- Аллея Славы — часть мемориала «Кировский вал» в комплексе «Зелёного пояса Славы» — проспект Маршала Жукова
- Проект Пионерской площади на месте ипподрома (начало 1960-х)
- Станции метро «Невский проспект», «Московская», «Чернышевская» (в составе коллектива)
- Мост Александра Невского (1960—1965)
- Ограда у Варшавского вокзала.
- Автор проекта газового рожка на Марсовом поле.
- Памятник В. И. Ленину на Московской площади (скульптор М. К. Аникушин, архитекторы С. Г. Майофис, В. А. Каменский).

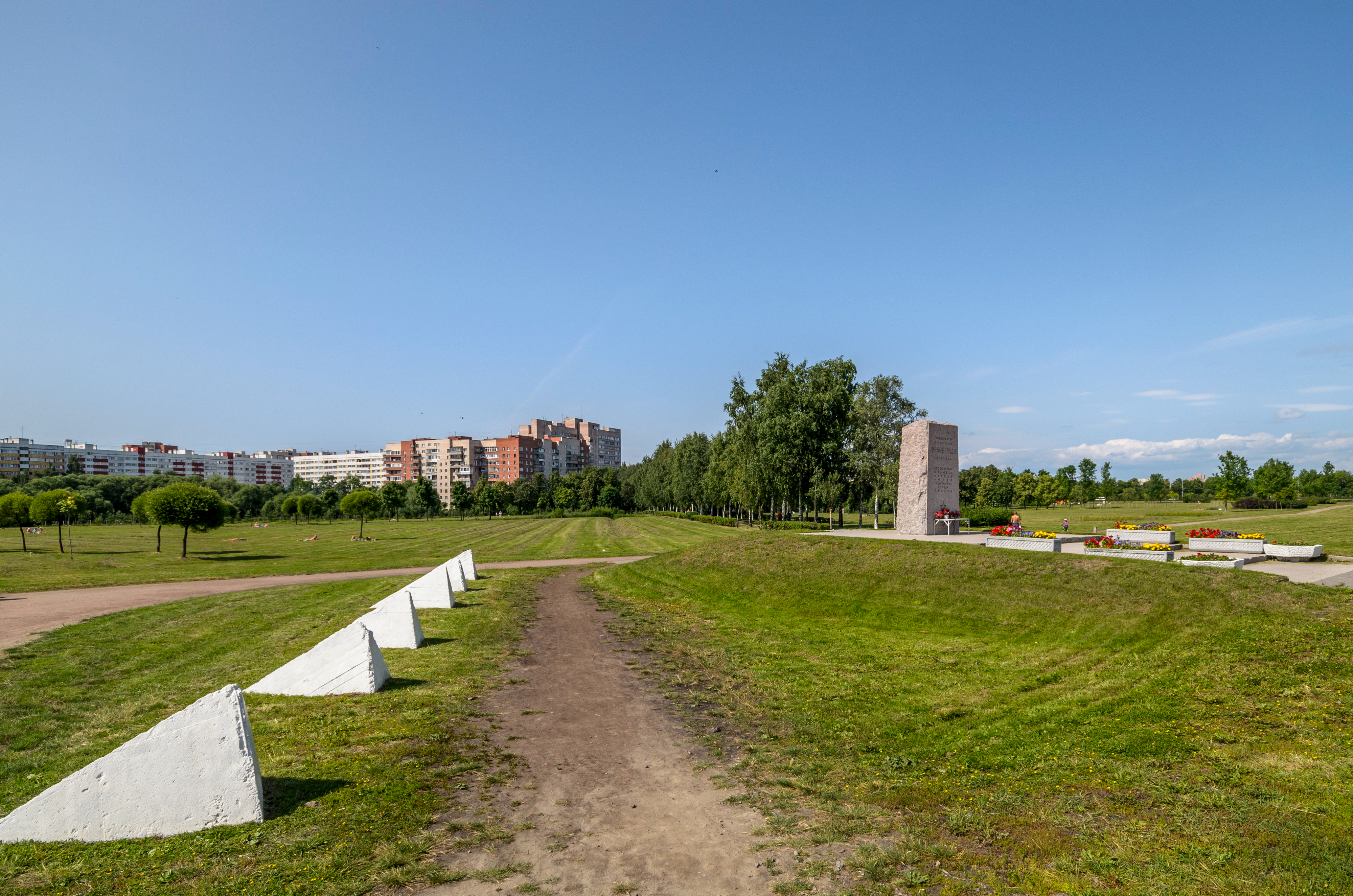
Аллея Славы (архитектор С. Г. Майофис)
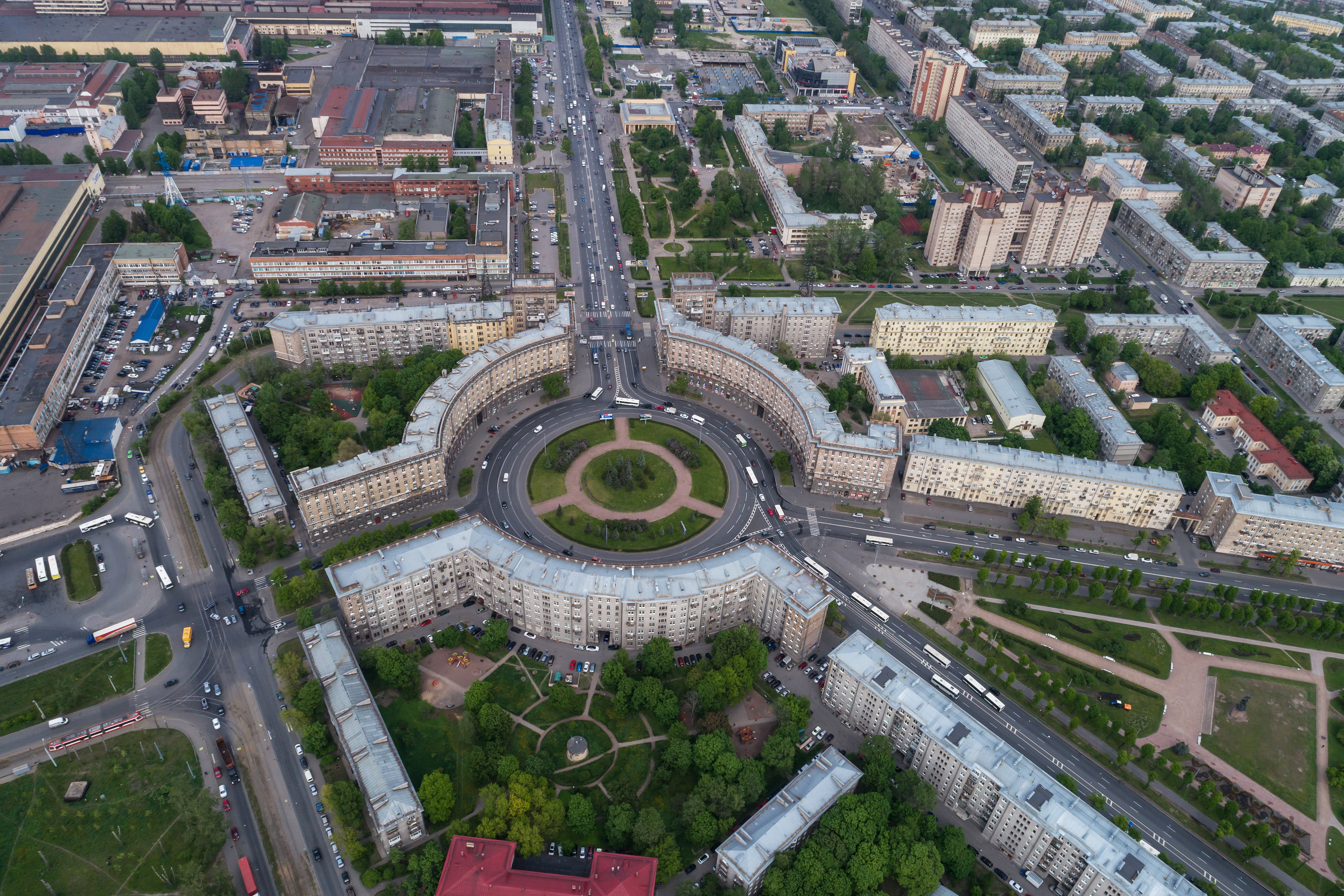
Комсомольская площадь (архитекторы В. А. Каменский и С. Г. Майофис)
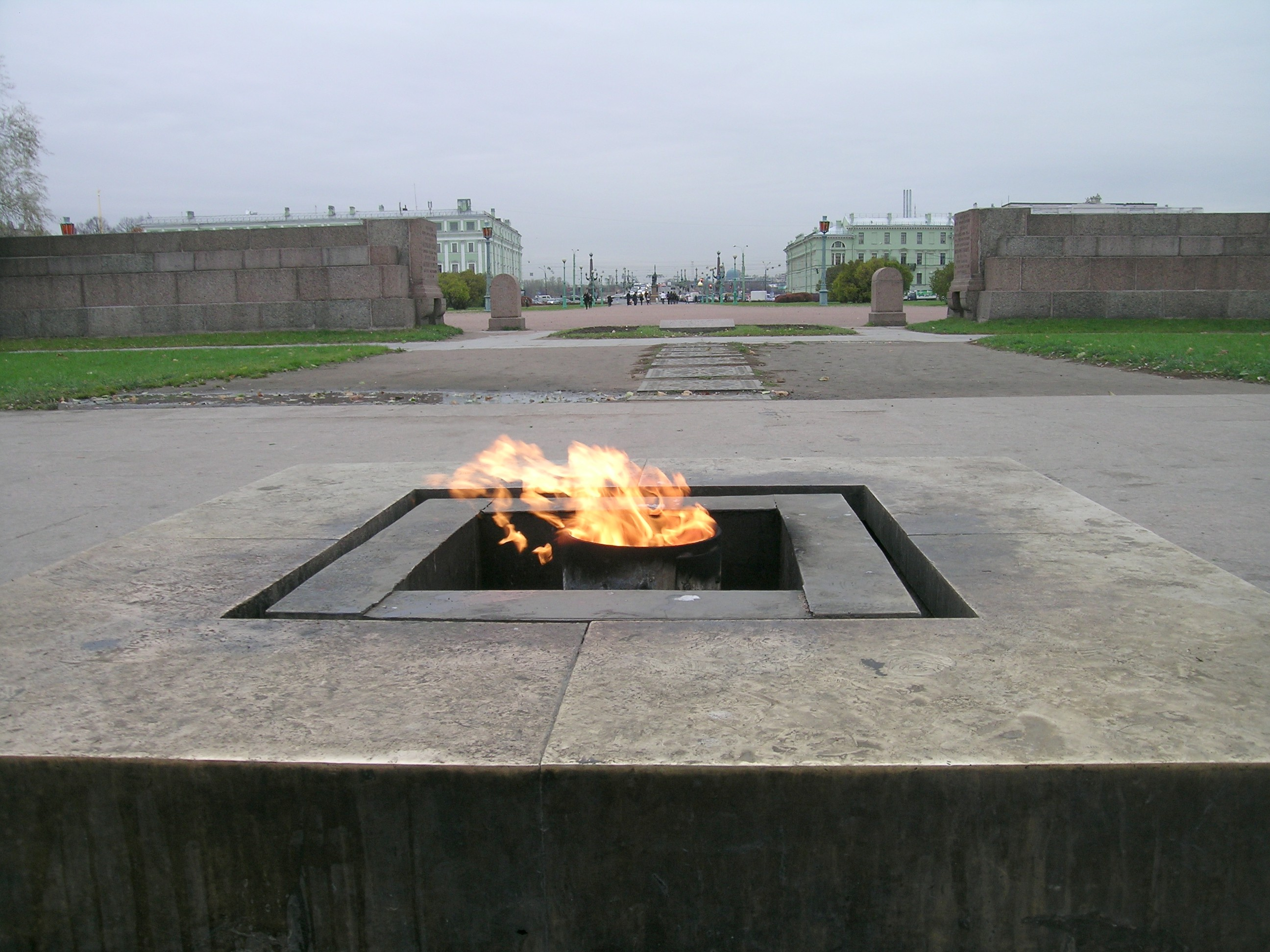
Первый в СССР «Вечный огонь» (архитектор С. Г. Майофис)

## Архивы
- ЦГА СПб. Фонд Р-2482. Опись 12. Дело 2204 (Личные дела студентов).
- ЦГАЛИ СПб. Фонд Р-341. Опись 3. Дело 252 (Личные дела архитекторов).
- ЦГАЛИ СПб. Фонд Р-118. Опись 1. Дело 1686 (Архивная опись дел).